# Proculo (praefectus urbi)

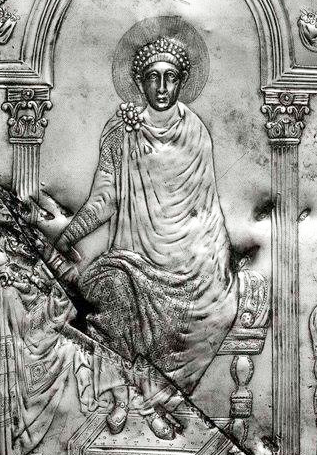
Proculo (in basso a sinistra) nel Missorio di Teodosio mentre riceve il rotolo per l'incarico come Prefetto da Teodosio I (al centro)

Proculo (latino: Proculus; ... – 16 novembre 393) è stato un politico romano.

## Biografia
Era figlio di Eutolmio Taziano.

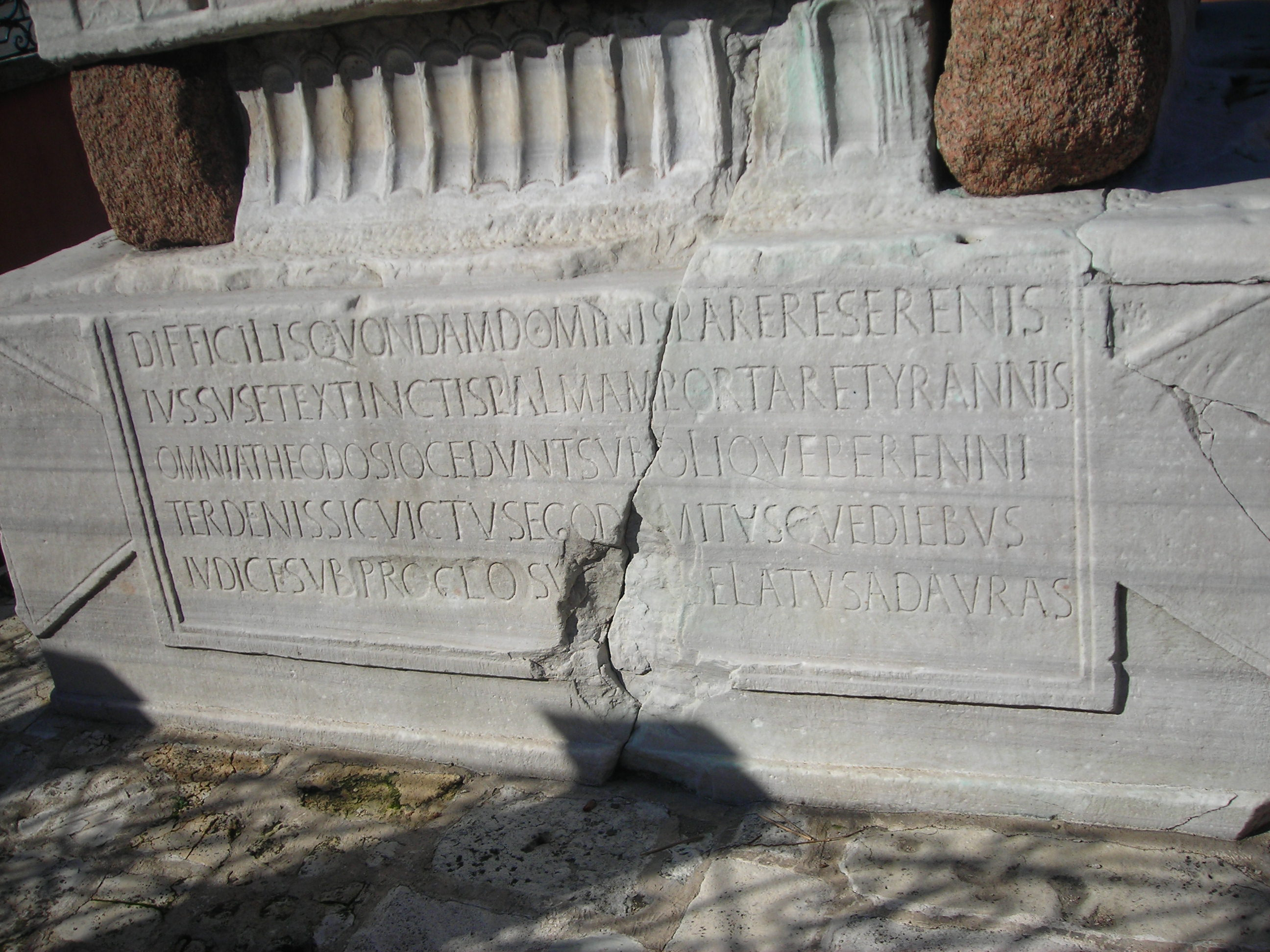
Iscrizione latina dell'obelisco di Teodosio, celebrante l'erezione dell'obelisco nell'ippodromo di Costantinopoli voluta da Proculo nel 388, in occasione della vittoria di Teodosio I sull'usurpatore Magno Massimo.

Ricoprì le cariche di governatore della Palestina e della Fenicia; tra il 383 e il 384 fu comes Orientis. Nel 388, poco prima di partire per una campagna in Occidente contro l'usurpatore Magno Massimo, l'imperatore Teodosio I lo nominò praefectus urbi di Costantinopoli.
Nel 392 cadde in disgrazia: il generale e politico Flavio Rufino, geloso del potere di Proculo e di suo padre (prefetto del pretorio per l'Oriente) usò la propria influenza per mettere sotto accusa Proculo, il quale si nascose. Rufino, allora, blandì Taziano e Teodosio, prospettando il perdono per Proculo, il quale ricevette una lettera del padre che lo invitava a tornare a corte. Non appena Proculo si fece vivo, fu catturato e messo in carcere. Fu processato e condannato, così come aveva deciso Rufino, e mandato a morte nel sobborgo di Costantinopoli di nome Sykai (il quartiere di Galata della moderna Istanbul); l'imperatore inviò un messo ad ordinare al boia di interrompere l'esecuzione, ma Rufino ordinò al messaggero di muoversi lentamente, cosicché giunse quando l'esecuzione era stata terminata.
Il suo nome fu soggetto alla damnatio memoriae, e venne cancellato dai monumenti, come, per esempio, dall'obelisco di Teodosio nell'ippodromo di Costantinopoli. In seguito un suo nipote, salito al potere sotto l'imperatore Marciano, fece restaurare il buon nome di Proculo, re-incidendolo sull'obelisco.

### Fonti primarie
- Zosimo, Storia nuova, iv.45.1, iv.52.1—4.

### Fonti secondarie
- Conca, Fabrizio, (a cura di), Zosimo - Storia nuova, BUR, 2007, ISBN 8817014559, pp. 465, 479.
- Roueché, Charlotte, "Section IV: Arcadius to Theodosius II, 395-450", Aphrodisias in Late Antiquity: The Late Roman and Byzantine Inscriptions

| Controllo di autorità | VIAF (EN) 304969464 · GND (DE) 1038129788 |